# جاك ماكلوين
جاك ماكلوين (بالإنجليزية: Jake McLaughlin) هو ممثل أمريكي، ولد في 7 أكتوبر 1982 في الولايات المتحدة.

## أعمال

### أفلام
- (2008) اليوم الذي تبقى فيه الأرض صامدة[4][5][6]
- (2008) كلوفرفيلد[7]
- (2011) سوبر 8[8]
- (2011) محارب
- (2012) الهمج[9]
- (2012) مخبأ[10]

### مسلسلات
- لوس أنجلوس
- تشريح غراي
- عقول إجرامية
- كوانتيكو

## وصلات خارجية
- جاك ماكلوين على موقع IMDb (الإنجليزية)
- جاك ماكلوين على موقع روتن توميتوز (الإنجليزية)
- جاك ماكلوين على موقع ألو سيني (الفرنسية)
- جاك ماكلوين على موقع أول موفي (الإنجليزية)
- جاك ماكلوين على موقع قاعدة بيانات الأفلام السويدية (السويدية)
- جاك ماكلوين على موقع قاعدة بيانات الفيلم (الإنجليزية)
- جاك ماكلوين على موقع كينوبويسك (الروسية)